# Davide Antonio Fossati
Davide Antonio Fossati (Morcote, 21 aprile 1708 – Venezia, 28 dicembre 1795) è stato un pittore e incisore svizzero-italiano.
Nel 1720, a soli 12 anni, lascia la città natale per recarsi presso il prozio a Venezia, dove entrerà nella bottega del pittore austriaco Daniele Gran. Lavora a Este, Vienna, Bratislava, Pannonhalma, oltre che a Lugano.